# منتخب سويسرا لكرة القاعدة
منتخب سويسرا لكرة القاعدة هو ممثل سويسرا الرسمي في المنافسات الدولية في كرة القاعدة
.